# Els Centristes
Els Centristes (en francés, Les Centristes) és un partit polític francès de centredreta creat el 29 de maig de 2007, també amb el nom de Partit Social Liberal Europeu, en una conferència de premsa a l'Assemblea Nacional Francesa convocada per 18 diputats: Jean-Pierre Abelin, Bernard Bosson, Charles de Courson, Stéphane Demilly, Francis Hillmeyer, Olivier Jardé, Yvan Lachaud, Maurice Leroy, Claude Leteurtre, Hervé Morin, Nicolas Perruchot, Jean-Luc Préel, François Rochebloine, André Santini, Rudy Salles, François Sauvadet, i Francis Vercamer, que fou publicada a Le Monde. Es tractava d'antics membres de l'UDF en desacord amb François Bayrou i el seu Moviment Demòcrata.
Va formar part de la ‘‘majoria presidencial'’ de Nicolas Sarkozy, però s'ha mantingut independent orgànicament i financera de la UMP. El Congrés fundador se celebrà a Nimes el 16-17 de maig de 2008. A les eleccions legislatives franceses de 2007 va obtenir 17 escons sota aquest nom, que van constituir el grup parlamentari Nouveau Centre, al que s'hi afegiren 3 més (Jean-Christophe Lagarde i Yves Pozzo di Borgo).

## Programa
Es consideren un partit centrista i s'oposaren a Bayrou pel seu apropament ideològic a l'esquerra de Ségolène Royal, i donaren suport Sarkozy. El govern de François Fillon els cedí 4 ministeris: Hervé Morin (defensa), André Santini (secretari d'estat de la funció pública), Valérie Léotard i Christian Blanc (dues secretaries d'estat).
El seu programa es basa en la instauració d'una economia social de mercat, conciliant liberalisme i solidaritat i amb la creació d'ocupació, redistribució de la riquesa i economia fonamentada en treball i innovació. Endemés, garantia d'un estat imparcial restaurant el rol del Parlament i promoció de la societat civil i una representació més justa, la reducció del fracàs escolar, les càrregues socials patronals i laborals, jornada de 35 hores, reducció del deute públic, foment de la recerca, reduir el consum d'energia, fomentar els transports públics, renovar el tractat constitucional de la UE i garantir-ne més democràcia.

## Moviments associats
El novembre de 2007 va fer un acord d'associació inclosa una convenció de finançament amb el grup Fetia Api, de la Polinèsia Francesa. El setembre del mateix any van crear Jeunesses Centristes, òrgan de joventut del NC presidit per Damien Abad, i que el setembre de 2008 organitzà la primera universitat d'estiu.

## Resultats electorals
A les legislatives de 2007 va presentar entre 84 i 89 candidats, els UDF que no s'uniren a MoDem, dels quals 17 s'uniren a NC. Va obtenir 416.361 vots (2,04%) i 7 escons en primera volta, i 11 en segona volta. A les eleccions municipals i cantonals de 2008 va fer llistes d'aliança amb UMP, però també amb MoDem (Arràs) i independents (Annecy). Finalment, va perdre Blois (al PS), conserva Annecy. Meudon, Montrouge, Vanves, Issy-les-Moulineaux, Vicennes i Drancy, i guanya Agen i Châtellerault. També conserva aquells candidats que s'han presentat amb llistes UMP, així com un grup al consell de París.
A les cantonals, perd el conseller del Somme (que passa al PS), conserva Loir i Cher i succeeix UMP al cap del de Côte d'Or. Obté el 2% a la primera volta i el 2,35% a la segona volta.

## Implantació a les col·lectivitats territorials
El Nou Centre reivindica una xarxa de 2.500 càrrecs locals.

### Consells regionals (2010)
- Alsàcia: Monique Jung, Jean-Jacques Fritz, René Danesi
- Aquitània: Sylvie Trautmann, Véronique Lipsos-Sallenave
- Alvèrnia: Claudine Lafaye
- Baixa Normandia: Philippe Augier, Sonia de La Provôté, Valérie Nouvel, Anne-Marie Cousin
- Borgonya: François Sauvadet, Pascal Grappin, Jean-Luc Martinat, Christine Robin
- Bretanya: Sylvie Guignard
- Centre: Philippe Vigier, Christine Fauquet, Nicolas Perruchot, Isabelle Mancion
- Xampanya: Marc Sebeyran, Karine Métivier
- Franc Comtat: Mireille Péquignot, Anne-Laure Fléty
- Alta Normandia: Hervé Morin, Catherine Morin-Desailly, Blandine Lefebvre, Hubert Dejean de la Batie,
- Illa de França: Laurent Lafon, Leïla Diri, Aude Lavail-Lagarde, Bernard Gauducheau, Béatrice de Lavalette, André Santini, Angèle Duponchel, Nicolas About (proper a MoDem), Édith Cuignache-Gallois,
- Llenguadoc-Rosselló: Jean-Jacques Pons, Annabelle Brunet,
- Lorena: Roland Roth, Jean-Luc Bohl, Nathalie Colin-Oestrele
- Midi-Pyrénées: Anne-Sophie Monestier, Laurent Cuzacq, Catherine Courrèges
- Nord-Pas-de-Calais: Valérie Létard, Yves Coupet, Joëlle Cottenye, François Decoster, Anne-Sophie Taszarek,
- País del Loira: Michel Hunault, Christian Gillet, Marie-Jo Chatevaire
- Picardia: Monique Ryo, Franck Pia, Olivier Jardé, Maryse Fagot,
- Poitou-Charentes: Véronique Marendat, Bruno Drapron, Xavier Argenton, Véronique Abelin
- Provença-Alps-Costa Blava: Chantal Eyméoud, Danièle Tubiana, Mireille Benedetti, Bruno Genzana
- Rhône-Alpes: Jean-Loup Fleuret, Damien Abad, Sylvie Pellat-Finet, Éric Fournier
- Illa de la Reunió: Jean-Louis Lagourgue, Corinne Payet, Plantilla:Ref nec, Marie-Jeanne Élisabeth

### Consellers generals
- Alps Marítims: Lauriano Azinheirinha, conseller general
- Ardecha: Jean-Roger Durand, conseller general et alcalde de Largentière
- Boques del Roine: Bruno Genzana, conseller general i conseller municipal d'Ais de Provença
- Calvados: Jean-Léonce Dupont, 1r vicepresident, Claude Leteurtre, conseller general
- Côte-d'Or : François Sauvadet, president
- Eure: Hervé Maurey, conseller general
- Eure i Loir: Marc Guerrini, Dominique Leblond, vice-presidents
- Gard: Thierry Procida, conseller general del cantó de Nîmes-2, Gérard Roux conseller general del Cantó d'Alès-Sud-Est
- Erau: Sébastien Frey, conseller general del Cantó d'Agde
- Ille-et-Vilaine: Catherine Jacquemin
- Loira: François Rochebloine, vicepresident
- Loir i Cher : Maurice Leroy, president
- Marne: Charles de Courson, 1r vicepresident
- Mosel·la: Jean-Luc Bohl, vicepresident, Jean-Marie Buchheit, conseller general.
- Pirineus Atlàntics: Charles Pélanne, conseller general.
- Baix Rin: Jean-Daniel Zeter, vicepresident
- Roine: Raymond Durand i Charles Bréchard, vicepresidents, François Baraduc, i Jean-Jacques Pignard, consellers generals.
- Alta Savoia: Dominique Puthod, vicepresident, Jean-Paul Amoudry, Jean-Luc Rigaut, consellers generals
- Sena Marítim: Annick Bocandé, consellera general
- Somme: Daniel Dubois, Olivier Jardé, Fernand Demilly, Régis Lécuyer, Marc Dewaele, Jannick Lefeuvre, conseller generals
- Viena: Jean-Pierre Abelin, vicepresident
- Alts del Sena: Hervé Marseille, vicepresident, Jean-Loup Metton, Denis Larghero, Odile Fourcade, consellers generals
- Illa de La Reunió: Cyrille Hamilcaro, conseller general.